# Upernavik Kommune
Upernavik Kommune var en kommune i Vestgrønland. Upernavik fungerede som hovedby i kommunen. Kommunen blev ved kommunsammenlægningen d. 1. januar 2009 en del af Qaasuitsup Kommune.

## Byer og bygder i Upernavik Kommune
- Upernavik
- Upernavik Kujalleq (da.: Søndre Upernavik)
- Kangersuatsiaq (da.: Prøven)
- Upernavik
- Aappilattoq
- Innaarsuit
- Nutaarmiut
- Tussaaq
- Naajaat
- Tasiusaq (Upernavik)
- Nuussuaq (da.: Kraulshavn)
- Kullorsuaq (da.: Djævlens Tommelfinger)

74°N 52°V / 74°N 52°V